# شارلوت اشتاپنهوست
شارلوت اشتاپنهوست (آلمانی: Charlotte Stapenhorst؛ زادهٔ ۱۵ ژوئن ۱۹۹۵) بازیکن هاکی روی چمن زن اهل آلمان است.